# ベージャ航空基地
ベージャ航空基地（ポルトガル語：Base Aérea de Beja）または、第11航空基地（Base Aérea Nº11 、BA11）は、ポルトガルアレンテージョ地方ベージャ県ベージャ近郊にあるポルトガル空軍の航空基地。1964年から運用が開始された。

## 歴史
1964年10月21日に設立される。当初は西ドイツ国内の空域制限のため、二国間協定に基づき西ドイツ空軍のG.91およびアルファジェットの戦術戦闘訓練施設（在ポルトガル・ドイツ連邦空軍戦術訓練コマンド）として用いられた。1987年にはノースロップ T-38とロッキード T-33を装備する第103飛行隊がモンティジョ航空基地から再配置される。第103飛行隊が配置されてからは基地の航空機は多種混成の状態となり、海上哨戒活動やヘリコプター訓練も開始される。1993年にドイツ連邦空軍の訓練部隊は移転し、基地使用者はポルトガル空軍のみとなった。
現在、格安航空会社向けに民間航空用ターミナルの建設が進められている。

## 配置部隊
ポルトガル空軍
- 第101飛行隊「ロンコス（Roncos）」　初等飛行訓練
- 第103飛行隊「カラコイス（Caracóis）」　運用移行訓練
- 第552飛行隊「ザンゴエス（Zangões）」　戦術航空輸送およびヘリコプター訓練
- 第601飛行隊「ロボス（Lobos）」　海上哨戒